# Жигалова, Марина Александровна
Мари́на Алекса́ндровна Жига́лова (род. 11 мая 1971, Москва) — предприниматель, инвестор, топ-менеджер.

## Биография и профессиональная карьера
Родилась 11 мая 1971 года в Москве в семье потомственных дипломатов, сотрудников Министерства внешней торговли СССР.
Начала трудовую деятельность в роли эксперта «Международной школы бизнеса МГИМО» — главного партнера Всемирного банка и Международной финансовой корпорации по подготовке кадров для новой экономики и реализации новых стратегических направлений развития России.
В апреле 1992 года Жигалова участвовала в организации первого в России аукциона в Нижнем Новгороде по продаже государственных предприятий.
В период работы в Международной школе прошла обучение в Институте экономического развития Всемирного банка в Вашингтоне, ⁣который занимался подготовкой кадров, способных закрепить переход России к рыночной экономике и вывести её на новый уровень экономического развития.
В 1994 году была приглашена Европейским банком реконструкции и развития в первую команду российских аналитиков для работы в Москве и Лондоне. Участвовала в проектах по финансированию крупнейших промышленных предприятий страны: ПАО «Новошип», ПАО «Дальневосточное морское пароходство»,ОАО «Волжское нефтеналивное пароходство «Волготанкер», ПАО «Северо-Западное пароходство».
В 1996 году была приглашена в качестве вице-президента в финансово-промышленную группу «Интеррос», входила в совет директоров ПАО «Северо-Западное пароходство». Курировала управление инвестициями, разработку общей стратегии, обновление флота, финансовую политику, взаимоотношения с инвесторами, акционерами компании и органами власти.
C 2001 по 2006 г. работала в медиахолдинге «Профмедиа» в должности первого заместителя генерального директора. Управляла стратегическим развитием компании и руководила проектами по приобретению новых активов, «Профмедиа» стал крупнейшим на тот момент диверсифицированным медиахолдингом страны.
В 2006 году создала и возглавила московский офис The Walt Disney Company, который отвечал за развитие бизнеса в странах СНГ, Грузии и Монголии. Среди крупных проектов — создание с компанией Sony Pictures совместного кинопрокатного предприятия Walt Disney Studios Sony Pictures Releasing (WDSSPR). Создала крупное направление лицензирования потребительских товаров, которое включало работу с более чем 130 российскими компаниями, производство на 170 отечественных фабриках и создание более 20 тысяч новых рабочих мест.
В 2019 году была назначена на должность старшего вице-президента ПАО «Сбербанк», покинула компанию через год.
Входит в закрытый американский клуб предпринимателей YPO (Young Presidents' Organization, «Организация молодых президентов»), который с октября 2024 года признан в РФ  «нежелательной организацией».

## Образование
Окончила факультет международных экономических отношений МГИМО (У) МИД России (специальность «Международная коммерция и право», 1994), бизнес-школу Гарвардского университета (специальность «Общее управление предприятиями», MBA, 2001).